# ヴィクトル・カプラン

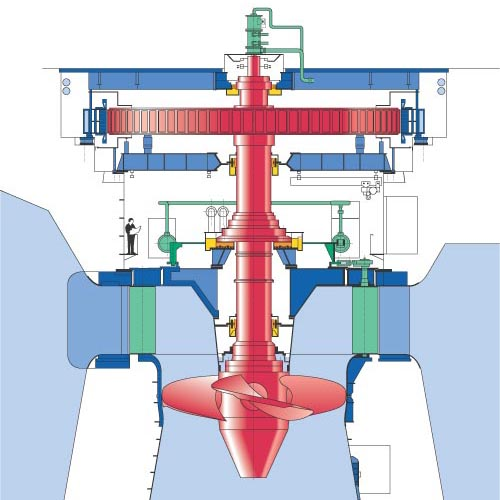
カプラン水車の一例。船舶のスクリューにも似た形状の水車で、流量や落差変動に応じて自動的に羽根ピッチ角度を一枚一枚調整することで常に最高の効率で運転できるようにした。

ヴィクトル・カプラン（Viktor Kaplan, 1876年11月27日 - 1934年8月23日）は、カプラン水車を発明したことで知られている、オーストリアの技術者である。1956年から1966年まで発行された1000オーストリア・シリング紙幣に肖像が使用されている。

## 生涯
1876年、オーストリアのミュールツーシュラーク (Mürzzuschlag) で生まれる。家族は鉄道員で、1895年にウィーンの高校を卒業後、ウィーン工科大学に入学し土木工学とディーゼルエンジンについて専門的な知識を習得。1900年から1901年までの1年間は徴兵され、クロアチアのプーラで兵役に就いた。
モーターの専門家としてウィーンで活動したのち、チェコのブルノ工業大学 (Brno University of Technology) の土木工学研究会で研究活動を始める。彼は今後30年間をブルノで過ごしている。
1909年には正式な教授に就任。教授職をしつつ研究活動を続け、1912年にカプラン水車の発明を発表。これは低落差・大流量の地点に適した革新的な発電用水車で、彼の発明を代表するものである。彼は水車に関連する特許を1912年から1913年にかけて4つ取得。1918年、Storek construction がカプラン水車を初めて製造し、ニーダー・エースターライヒ州の繊維工業会社に導入された。これを機に世界中で採用が相次ぎ、今日でもなお広く利用されている。
1913年に水車研究会の会長に任命され、1926年には名誉博士号を授与される。のちに1934年にも名誉博士号を授与されたが、同年脳血管障害によりアッターゼー湖のほとりウンターアッハ (Unterach am Attersee) で死去した。